# Combat Crazy
Combat Crazy est un jeu vidéo de plates-formes sorti en 1988 sur Commodore 64. Le jeu a été développé par Bizarre Creations, puis édité par Telecomsoft et Silverbird Software.